# Auxilia Palatina
Auxilia Palatina (Pałacowe Formacje Pomocnicze) – jednostki straży przybocznej powołane przez Konstantyna Wielkiego w miejsce gwardii pretoriańskiej.
Powstały w miejsce gwardii pretoriańskiej, gdyż pretorianie nie cieszyli się zaufaniem cesarza, często uczestnicząc w przewrotach i zamachach stanu. Nowa formacja pełniła rolę straży przybocznej władcy, będąc odpowiednikiem współczesnych służb ochrony. Służyć w niej mogli wyłącznie mieszkańcy prowincji. Najczęściej w jej szeregach znajdowali się Germanie oraz Galowie. W ten sposób niezwiązani z sobą ludzie nie byli w stanie porozumieć się w celu zgładzenia cesarza.

## Wyposażenie
Auxilia Palatina wyposażone były inaczej niż pozostałe jednostki armii rzymskiej; ich uzbrojenie składało się z:
- Tarcz (podobnych do używanych przez piechotę).
- Długich włóczni.
- Mieczy.
- Hełmu.
- Zbroi.